# Distretto di Suitucancha
Il distretto di Suitucancha  è uno dei dieci distretti della provincia di Yauli, in Perù. Si trova nella regione di Junín e si estende su una superficie di 216,47  chilometri quadrati.